# Навле де Ля Массонньер, Александр-Пьер
Александр Пьер Навле де Ля Массонньер (фр. Alexandre Pierre Navelet de La Massonnière; 1767—1809) — французский военный, бригадный генерал (1807 год), барон (1808 год), участник революционных и наполеоновских войн.

## Биография
Поступил на службу 1 сентября 1786 года, как студент артиллерийской школы Меца, и 4 июня 1787 года был выпущен в звании второго лейтенанта в 3-й полк пешей артиллерии. 11 июня 1791 года стал лейтенантом в 7-м полку пешей артиллерии. Служил в Северной и Мозельской армиях. Отличился при взятии Брюсселя, а также при осаде Мобёжа, и получил 20 июля 1794 года патент командира батальона.
Он проделал кампании 1794-99 годов в рядах Самбро-Маасской, Батавской, Внутренней, Майнцской и Итальянской армий. Его поведение в сражении у Бассиньяно 12 мая 1799 года принесло ему похвалу от генерала Моро. 17 мая занял должность внештатного полковника в своём полку. Участвовал в обороне Генуи. 7 декабря 1801 года возглавил 3-й полк конной артиллерии в Страсбурге.
С 1805 года служил в рядах Великой Армии. 2 октября 1805 года был назначен директором артиллерийского парка 1-го армейского корпуса. 5 мая 1807 года возглавил артиллерию резервного корпуса маршала Ланна. Отличился в сражениях при Гейльсберге и Фридланде. 21 июня 1807 года стал бригадным генералом.
В кампании 1809 года с 28 марта командовал артиллерией 2-го армейского корпуса Армии Германии. С 11 по 12 мая бомбардировал Вену. Был тяжело ранен при Эсслинге. 5 и 6 июля отличился в битве при Ваграме.
Умер 1 декабря 1809 года в Линце от катаральной нервной лихорадки.

## Воинские звания
- Второй лейтенант (4 июня 1787 года);
- Лейтенант (11 июня 1791 года);
- Капитан (25 февраля 1792 года);
- Командир батальона (20 июля 1794 года, утверждён 26 мая 1795 года);
- Полковник (17 мая 1799 года);
- Бригадный генерал (21 июня 1807 года).

## Титулы
- Барон Навле де Ля Массонньер и Империи (фр. baron Navelet de La Massonnière et de l'Empire; декрет от 19 марта 1808 года, патент подтверждён 26 октября 1808 года)[1].

## Награды
Легионер ордена Почётного легиона (11 декабря 1803 года)
 Офицер ордена Почётного легиона (14 июня 1804 года)
 Коммандан ордена Почётного легиона (3 июля 1809 года)